# ブリブジン
ブリブジン（商標名 Zostex, Mevir, Brivir, など多数）は帯状疱疹の治療に使われる抗ウイルス薬である。他の抗ウイルス薬同様、標的ウイルスの複製を阻害することによって作用する。

## 医療用途
ブリブジンは成人患者の帯状疱疹ヘルペス治療に用いられる。アシクロビル、バラシクロビルおよび他の抗ウイルス剤と異なり、1日1回の経口投与で済む。研究結果によると、アシクロビルより効果が高いとされているが、これには研究者の利益相反によるバイアスが掛かっている可能性がある。

## 禁忌
この薬剤は、免疫抑制中（例えば、 臓器移植のため）または癌治療中の患者、特にフルオロウラシル （5-FU）および5-FU類似のプロドラッグ（カペシタビンおよびテガフールなど 、ならびに抗真菌薬のフルシトシン）投与中の患者に対して使用してはならない。 子供や妊娠中、授乳中の女性に対しての安全性は証明されていない。

## 副作用
この薬は一般的に耐容性が高い。 唯一の一般的副作用は悪心 （患者の2％）である。 より稀な副作用に頭痛、血球数の増減 （ 顆粒 球減少症 、 貧血 、 リンパ球増加症 、 単球症 ）、肝酵素の増加、アレルギー反応がある。

## 相互作用
ブリブジンは、抗癌剤フルオロウラシル （5-FU）とそのプロドラッグや関連物質と強い（稀に致死的な）相互作用を持つ。 一時的投与の5-FUとの組み合わせでさえ危険である。 これはブリブジンの主要代謝産物であるブロモビニルウラシル（BVU）が、5-FU不活性化に必要な酵素ジヒドロピリミジン脱水素酵素（DPD）を不可逆的に阻害する事によって引き起こされる。 標準的なブリブジン療法の後、DPD機能は最大18日間損なわれる可能性がある。 この相互作用は、類似の薬物ソリブジン（ソリブジンもBVUが主代謝物である）と共通である。
他に関連する相互作用はない。 ブリブジンは、肝臓中のシトクロムP450酵素に対する明確な影響はない。

## 薬理

### 活性スペクトル
この薬剤は、 帯状疱疹ヘルペスウイルス （VZV、帯状疱疹を引き起こす）および単純ヘルペスウイルス 1型（HSV-1、主に口唇ヘルペスを引き起こす）の複製を阻害するが、単純ヘルペスウイルス 2型（HSV-2、主に性器ヘルペスを引き起こす）の複製は阻害しない。  インビトロで 、VZVに対する阻害濃度は、アシクロビルおよびペンシクロビルのそれの200〜1000分の1 であり、 理論的にブリブジンの効力がはるかに高いことを示している。 臨床的には関連するVZV株の感受性は特に高い。

### 作用機序
ブリブジンは、 ヌクレオシド チミジンのアナログ（類似体）である。 活性化合物はブリブジン5'- 三リン酸であるが、これはウイルス性（ヒト由来ではない） チミジンキナーゼとヌクレオシド二リン酸キナーゼによる多段のリン酸化反応によって形成される。 ブリブジン5'-三リン酸はウイルスDNAに取り込まれ、その後のDNAポリメラーゼの作用をブロックすることによって、ウイルス複製を阻害する。 

### 薬物動態
ブリブジンは腸から速やかに吸収され、肝臓で第１の代謝（チミジンホスホリラーゼ酵素による糖の切断）が行われ、30％が生物学的に利用される。 得られた代謝産物は抗ウイルス活性を有さないブロモビニルウラシル（BVU）である。  BVUはまた、血漿中で検出できる唯一の代謝産物である。
投与から1時間後に最高血漿中濃度に達する。 ほとんどのブリブジン（> 95％）は血漿タンパク質に結合している 。  ターミナル半減期は16時間であり、尿中に65％、便中には20％が排泄され、主に酢酸誘導体 （血漿中では検出されない）の形で存在するが、 尿素誘導体である他の水溶性代謝物も存在する。1％未満が元の化合物の形態で排泄される。

ブリブジン5'-三リン酸、活性代謝物
主な不活性代謝産物であるブロモビニルウラシル（BVU）
主に尿中に見出される酢酸誘導体

## 化学的性質
この分子は、 デオキシリボース （砂糖）部分に3つのキラル炭素原子を有し、その全てが定位を有する。 すなわち、薬物は立体化学的に純粋である。  物質は白色粉末である。

## 製造
主な供給元はベルリン・ケミーで、現在はイタリアのメナリーニグループの一部である。 中米ではMenarini Centro AmericaとWyethから供給されている。  [ 要出典 ]

## 歴史
この物質は、1976年に英国のバーミンガム大学の科学者によって初めて合成された。1979年、 ベルギーの Rega Institute for Medical ResearchのErik De ClercqによってHSV-1とVZVの強力な阻害剤であることが示された。 1980年代、同薬は東ドイツで市販され、製薬会社Berlin-ChemieからHelpinとして販売された。 この適応症が2001年に帯状ヘルペスの治療に変更された後、ヨーロッパでより広く入手可能になった。   
ブリブジンは、オーストリア、ベルギー、ドイツ、ギリシャ、イタリア、ポルトガル、スペイン、スイスを含むいくつかのヨーロッパ諸国で使用が認可されている。

## 語源
ブリブジンという名称は、化学命名法ブロモ - ビニル - デオキシウリジンまたは略してBVDUに由来する。 Bridic、Brival、Brivex、Brivir、Brivirac、Brivox、Brivuzost、Zerpex、Zonavir、Zostex、Zovudexなどの商標名で販売されている。

## 研究
Cochrane Systematic Reviewは、 単純ヘルペスウイルス性上皮角膜炎の治療における複数の抗ウイルス薬の有効性を検討した。  Brivudineは眼球の治癒数に於いて、イドクスリジンよりも有意に有効であることが見出された。

## 訳補
ブリブジンに分子構造が酷似した抗ウイルス薬にソリブジンがある。ブリブジンのリボースの2位炭素に結合している水素原子がOH基に置き換わったのがソリブジンである。

ブリブジン
ソリブジン